# Niophis picticornis
Niophis picticornis är en skalbaggsart som först beskrevs av Martins 1964.  Niophis picticornis ingår i släktet Niophis och familjen långhorningar. Inga underarter finns listade i Catalogue of Life.